# قلعه قلا نو
قلعه قلا نو مربوط به دوره اشکانیان - دوران‌های تاریخی پس از اسلام است و در شهرستان آبدانان، بخش مرکزی، روستای قلا نو واقع شده و این اثر در تاریخ ۹ اردیبهشت ۱۳۸۲ با شمارهٔ ثبت ۸۴۴۵ به‌عنوان یکی از آثار ملی ایران به ثبت رسیده‌است.